# Nazim Azman
Nazim Azman, född 17 augusti 2001 i Kuala Lumpur, är en malaysisk racerförare som senast tävlade i FIA Formel 3 Mästerskap med Hitech Grand Prix.

## Karriär

### Karting karriär
Azman började tävlingsköra kart 2012. Det året vann han Rotax Max Challenge Malaysia i MicroMax-kategorin och skulle sluta trea i Rotax Max Challenge Asia. Han gick in i europeiska tävlingar 2013, och nådde en tredjeplats i ROK Cup International Final i Italien, och slog sådana som den framtida Indy Lights-föraren Antonio Serravalle.

### Euroformula Open Championship
2021 gick Azman in i Euroformula Open Championship, tillsammans med den tidigare brittiska F3-rivalen Louis Foster och Filip Kaminiarz på CryptoTower Racing. Han började sin säsong på ett positivt sätt och tog sin första pallplats i serien med en andraplats i det andra racet på Algarve International Circuit. Vid den tredje omgången på Spa-Francorchamps skulle Azman ha sin bästa helg för säsongen och sluta på talarstolen i alla tre loppen i tävlingen, och malaysiern följde upp det genom att ta ytterligare ett par pallplatser i den följande omgången.

### FIA Formel 3 Mästerskap
Azman deltog i eftersäsongstestet av FIA Formel 3 Mästerskapen i Valencia, och körde för schweiziska outfiten Jenzer Motorsport och Sauber Junior Team by Charouz, tillsammans med Roberto Faria (senare Enzo Trulli), Filip Ugran (senare William Alatalo), Nicola Marinangeli och László Tóth, respektive. Strax före försäsongstestet i Bahrain meddelade Azman att han skulle gå med i Hitech Grand Prix för 2022 års kampanj, i samarbete med Red Bull Junior Team-medlemmen Isack Hadjar och 2020 Brittiska Formel 3-mästaren Kaylen Frederick. Därmed blev Azman den första malaysiske föraren att delta i FIA Formel 3 Mästerskap.